# 최영
최영(崔瑩, 1316년~1388년)은 고려 말기의 장군 겸 정치인이다. 본관은 동주(東州)이다. 아버지는 최원직(崔元直)이고, 어머니는 봉산 지씨(鳳山智氏)이다. 시호는 무민(武愍)이다. 우왕의 왕비인 영비 최씨는 그의 서녀였다.
군관으로 출사하여 우달치에 임명된 뒤 관직은 육도 도순찰사, 양광, 전라도 왜적 체복사 등을 거쳐 문하시중에 이르렀다. 1374년에는 제주도에서 일어난 목호(牧胡)의 난을 진압했고, 1376년(우왕 2)에는 왜구의 침략 때, 육군을 이끌고 논산군 연산의 개태사(開泰寺)로 올라오는 왜구를 홍산(鴻山)에서 크게 무찔러 철원 부원군(鐵原府院君)에 봉작되었으며, 여러 번 왜구와 홍건적을 격퇴하고 안사공신(安社功臣)에 책록되었다. 이인임 등을 멀리하였고 1388년 이인임, 염흥방을 제거하였다. 유교 사대부와 동맹을 맺은 이성계와 대립하다가 명나라가 동녕부를 요구하자 요동정벌을 주장하여 요동정벌군 총사령관 겸 팔도도통사에 임명되었으나 위화도 회군 이후 이성계의 반군에 의해 피살되었다.
우왕은 그의 서녀 영비 최씨를 자신의 후궁으로 삼았고, 이후 우왕의 정치적 후견인이 되었다. 평소 황금 보기를 돌같이 하라는 아버지 최원직의 유언을 받들어 평생 여색과 재물을 멀리하였다. 사위는 사공민(司空敏)이고, 손녀 사위는 조선 초기에 좌의정을 역임한 맹사성이다.

## 생애

### 생애 초반
최영은 고려 후기의 학자로서 집현전태학사(集賢殿太學士)를 지낸 최유청(崔惟淸)의 5대손이며 최원직(崔元直)의 아들로 태어났다. 16세 때 최영은 사헌부 간관(司憲府諫官)을 지냈던 그의 부친 최원직으로부터 “너는 마땅히 황금보기를 돌 같이 하라.”라는 유훈(遺訓)을 받은 후 최영은 이를 그대로 평생의 좌우명으로 삼고 실천하였다.
어려서부터 기골이 장대하고 풍채가 늠름했으며 용력이 출중하여 문신 가문에 태어났으면서도 병서를 읽고 무술을 익히어 무장의 길을 걸었다.

### 관료 생활

#### 변방 수비와 쌍성총관부 공격
처음에는 무인으로서 양광도 도순문사(都巡問使)의 휘하에 있으면서 여러 번 왜구를 토벌하여 공을 세웠으며, 우달치에 임명되었다. 1352년(공민왕 원년) 음력 9월에 조일신의 역모를 안우(安祐)·최원(崔源) 등과 함께 진압하여 호군(護軍)으로서 출세하게 되었다.
당시 고려는 80년 넘게 원나라(元)의 지배를 받고 있었다. 1354년(공민왕 3년) 중국 산동 지역에서 장사성(張士誠) 등의 홍건적이 원 조정에 반기를 들자 원은 고려에 이들을 토벌하기 위한 조정군(助征軍)을 요청했는데, 이때 최영은 대호군(大護軍) 대장군으로서 류탁(柳濯)·염제신(廉悌臣) 등과 함께 병력 2천 명과 함께 출정했다. 이때 그의 나이 39세였고 원에서 대기 중이던 고려인 2만 명을 합류시켜 지휘하였다.
1355년(공민왕 4년)에 원정에서 돌아온 최영은 왕명으로 예전 원에게 침식된 동북면의 쌍성총관부를 수복하고, 서쪽으로 압록강을 넘어 요양에 이르는 실지 회복에 나섰다. 쌍성총관부 전투에서 등장하는 자가 바로 이성계와 그의 아버지 이자춘으로 최영은 이 두 사람의 도움으로 쌍성총관부를 되찾을 수 있었고, 두 사람은 이후 고려의 역사에 등장하게 된다.

#### 홍건적과 왜구 격퇴
원나라도 가만히 있었던 것은 아니었다. 홍건적과 제위 계승을 둘러싸고 내우외환을 겪으면서도 자신들에게 등을 돌린 공민왕을 밀어내고 덕흥군(德興君)을 왕으로 세우고자, 기황후의 지원을 받은 최유가 군사 1만을 이끌고 1364년에 고려로 쳐들어왔다. 그러나 이 침략도 최영이 처리하였다. 그러나 최영과 고려가 맞서 싸워야 했던 적은 원나라만이 아니었다. 북쪽 지방에서는 홍건적이, 남쪽 지방에는 왜구가 창궐하였다.
공민왕 7년(1358년)에는 양광·전라도 왜적 체복사(倭賊體覆使)가 되어 오예포(吾乂浦 : 장연)에 침입한 왜구 4백여 척을 격파하고, 1365년(공민왕 14년)에는 왜구가 교동(喬桐)·강화(江華)를 노략질하자 동서강도지휘사(都指揮使)로 왜구를 대적, 경계하였다. 그러나 공민왕 14년(1365년) 3월 11일 창릉에 침입한 왜구가 세조의 어진을 훔쳐가는 사건이 벌어지고, 직후 동서강도지휘사는 김속명으로 교체되었으며, 이때 세조의 어진을 왜구에게 도난당한 것이 빌미가 되어 신돈에 의해 계림부윤(鷄林府尹)에 좌천되었으나, 1371년(공민왕 20년)에 신돈이 처형되고 그 일파가 몰락하자 곧 소환되어 문하찬성사(門下贊成事)가 되었다.

#### 목호의 난 진압과 왜구와의 교전
그 후로도 1374년(공민왕 23년)에는 제주도에서 일어난 목호(牧胡)의 난을 진압하였으며, 1376년(우왕 2)에는 왜구가 삼남지방을 휩쓸고 원수 박원계(朴元桂)가 참패당하자, 최영은 육군을 이끌고 논산시 연산면의 개태사(開泰寺)로 올라오는 왜구를 홍산(鴻山)에서 크게 무찔러 철원 부원군(鐵原府院君)에 피봉되었다. 이 뒤부터 왜구가 최영을 백수 최만호(白首崔萬戶)라 하여 몹시 무서워하게 되었다 한다. 1377년 서강(西江)에 쳐들어온 왜군을 격퇴한뒤, 1378년(우왕 4년)에는 왜구가 승천부(昇天府 : 풍덕(豊德))에 쳐들어와서 개경까지 위태하여 한때 그 형세가 자못 불리하였으나, 이성계·양백연(楊伯淵) 등과 힘을 합하여 적을 쳐서 섬멸시키고 안사공신(安社功臣)의 호를 받았다. 1380년 왜구의 침략으로 도읍을 철원으로 옮기려 하자 최영은 해도도통사(海道都統使)로서 왜구 때문에 수도를 천도할 수 없다며 계획을 반대하여 철회시켰다.
조정에서 탐라 토벌을 위해 편성된 각 군대의 지휘관은 다음과 같다.
- 양광전라경상도통사 - 최영(당시 문하찬성사)
- 도병마사 - 염흥방(당시 밀직제학)
- 양광도원수 - 이희필(상원수, 당시 삼사좌사), 변안렬(부원수, 당시 판밀직사사)
- 전라도원수 - 목인길(상원수, 당시 찬성사), 임견미(부원수, 당시 밀직)
- 경상도원수 - 지윤(상원수, 당시 판숭경부사), 나세(부원수, 당시 동지밀직사사)
- 삼도조전원수 겸 서해도순문사 - 김유(당시 지문하사)

### 생애 후반

#### 조반의 난과 권문세족 숙청
우왕이 그의 서녀 영비 최씨를 자신의 비로 삼겠다고 강요하자, 최영은 스스로 죽음을 택하겠다고 거절하였으나 우왕이 끝내 요구하므로 마지못해 승락하였다. 1381년 영삼사사(領三司事) 등을 지내고 벼슬을 사퇴하였다.
우왕 13년(1387) 조정에서 전횡을 일삼던 염흥방(廉興邦, ? ～ 1388)의 종 이광(李光)이 조반(趙胖, 1341년 ~ 1401년)의 땅을 빼앗자 조반은 이광을 죽였다. 그리고 이를 조정에 보고하였는데 염흥방은 오히려 조반이 난을 일으키려한다고 허위보고를 하였다.
1388년(무진년) 정월 초하루 염흥방은 우왕에게 강권하여 조반을 수배하였다. 체포된 조반은 순군옥에서 심문을 받았는데 “6, 7 명의 탐욕스러운 재상들이 사방에 종을 놓아 남의 노비와 토지를 빼앗고 백성들을 해치며 학대하니 이들이 큰 도적이다. 지금 이광을 벤 것은 오직 국가를 돕고 백성을 해치는 도적을 제거하려 한 것인데, 어찌 반란을 꾀한다고 하느냐.” 라고 항변하였다. 그러나 염흥방은 고문을 통해 기어코 반역 사건으로 몰려 했다.
염흥방은 젊어서 학문에 뛰어나 여러 번 동지공거(同知貢擧)가 되었고 개혁을 주창하는 인물이었으나 이인임에게 항거하다 귀양을 다녀온 이후 권문세도가와 친분을 쌓아 탐욕에 찬 간신이 되어 있었다. 우왕은 전횡을 일삼는 것을 더 이상 묵과할 수 없다하여 최영과 이성계에 명하여 병력을 동원, 왕궁을 숙위하게 하고 삼사좌사(三司左使) 염흥방을 비롯하여 영삼사사 임견미, 찬성사 도길부(都吉敷) 체포령을 내렸다.
우왕은 인사 발령을 하여 최영을 문하시중, 이성계를 수문하시중, 이색을 판삼사사, 우현보(禹玄寶)․윤진(尹珍)․안종원(安宗源)을 문하찬성사, 문달한(文達漢)․송광미(宋光美)․안소(安沼)를 문하평리, 성석린을 정당문학, 왕흥(王興)을 지문하사, 인원보(印原寶)를 판밀직사사로 임명하였다. - 『고려사』, 권113,「최영 열전」
오랫동안 전장에서 생활하며 왜구와 야인과의 전쟁에서 승리한 최영은 공로와 경륜과 함께 염흥방의 무고로 발생된 허위 조반의 난을 기회로 1388년에 문하시중의 지위까지 다시 올랐다. 그러나 1388년 2월부터 명나라와의 성 관계가 원활하지 못하던 중, 철령 이북의 땅을 명나라가 차지하겠다는 이른바 철령위 문제를 계기로 최영은 요동 정벌을 주장, 그 계획이 서자 그는 팔도 도통사(八道都統使)가 되어 결국 4월 요동정벌군을 이끌고 이성계, 조민수를 부장으로 삼아 우왕과 함께 평양에까지 출진하게 되었다.

#### 요동정벌 준비
1388년(우왕 14년) 2월 명나라는 철령 이북의 땅이 원래 원나라의 쌍성총관부가 있던 지역으로 그곳을 명나라가 다스려야 한다는 논리를 내세워 철령위를 설치하고 관리를 파견하겠다는 통고를 고려에 보내 왔다. 반발한 최영은 4월, 우왕과 함께 요동을 공격할 것을 주장했다. 또한 이자송(李子松)이 요동정벌의 불가함을 최영에게 따지자 이자송을 임견미 일당으로 몬 후 곤장 107대를 때린 후 전라도 내상(內廂)으로 유배하기로 하였다가 얼마 뒤에 죽였다. 그리고 이성계는 요동 정벌을 반대하면서 그 이유로 4가지를 들었다.
1. . 소(작은나라)로서 대(큰나라)를 거역할 수는 없다.
2. . 농사철에 군대를 동원할 수는 없다.
3. . 모든 군사가 북쪽으로 몰려간 틈에 왜구가 쳐들어올 소지가 있다.
4. . 여름이라 비가 자주 내리므로 활의 아교가 녹아 쓰기 어렵고 군사들은 전염병에 시달린다.

이것이 이른바 '4불가론'이다. 그러나 요동정벌은 단행되었다. 그러나 이성계 등은 대국을 건드릴 수 없다 하며 위화도에서 회군을 단행하였다.

#### 체포와 최후
5월 선봉대가 압록강 어귀의 작은 섬 위화도에 도착하였다. 최영은 압록강을 건너 진격하라는 명령을 내렸다. 하지만 이성계는 이에 불복, 군대를 돌려 거꾸로 수도 개경으로 향했다. 쿠데타가 시작된 것이다. 그러나 최영이 각별히 신임하여 자신의 가보인 보검까지 하사했던 좌군도통사 조민수는 위화도에서 우군도통사 이성계의 설득으로 회군에 협력하기로 결정, 말머리를 돌려 개경으로 돌아왔다. 당시 개경에 있던 정도전, 조준, 정몽주는 이성계에 대한 반감, 반대 여론을 무마시켰다.
최영은 크게 노했지만 이성계의 편으로 돌아선 장수들에 의해 감금된다. 이성계의 위화도 회군으로 뜻을 이루지 못하고 이를 맞아 싸우다가 이성계 일파에 붙잡혀 이내 투옥, 경기도 고봉(高峰 : 고양)에 유배되었다가 뒤에 개경으로 소환된 뒤 죽임을 당하였다. 이때 그의 나이 향년 73세. 이때 자신에게 탐욕이 있었다면 무덤에 풀이 자랄 것이고, 결백하다면 무덤에 풀이 자라지 않을 것이라 유언하고 최후를 맞이하였다. 실제로 그의 무덤에 풀이 자라지 않아서, 이에 적분(赤墳)이라 하였으며, 최근에는 유가족이 풀을 심어 놓았다.

### 사후
손쉽게 개경을 손에 넣은 이성계 일파는 최영을 귀양보냈다가 두달 후 죽였다. 이성계는 최영이 역모를 꾸몄다고 우왕에게 고하였고, 그 시신을 길에 내버리도록 하였다. 그러나 그의 최후가 너무도 당당해서 뭇 사람들이 감동한 나머지 시체가 버려진 곳을 지나는 사람마다 경의를 표했다고 한다. 조선 세종 때의 재상 중의 한사람인 맹사성은 그의 손녀사위로, 의정부 우의정과 좌의정을 지냈다.

## 평가
그는 고려의 만고 불변의 충신이다.
여러 난신적자들이 횡행하는 가운데서도 오직 나라와 백성을 위해서 왜구와 홍건적을
물리치고 왕에 충성하고자 했던 고려의 충신이다. 

### 민간신앙화된 최영
무속에서 ‘최영 장군’은 수명장수, 안과태평의 신으로, 무에서 가장 많이 모시는 신령 가운데 하나이다.
제주도의 추자도에 최영의 사당이 있다. 상추자도 추자초등학교 북서쪽 벼랑위에 위치하고 있는 이 사당은 제주도기념물 제11호로 지정되어 있다. 최영이 1374년(공민왕 23년)에 제주도에 있는 몽고인 목장을 토벌할 목적으로 9월 30일(음력 8월 24일)부터 10월 4일(음력 8월 28일)까지, 또 토벌 종료 후인 10월 28일(음력 9월 23일)부터 11월 14일(음력 10월 10일)까지 추자도에 머물렀는데, 이 사당은 이때 주민을 많이 도와준 최영을 기념하기 위해 세워졌다는 설이 유력하다.

## 일화
- 《고려사》에서 "평생을 군문(軍門)에 종사했지만 아는 얼굴이 두서넛에 불과했다"고까지 평가할 정도로 군대 내의 파벌 싸움과는 거리가 멀었다.
- 사치와 축재에 부정적인 입장이었다. 김용이 주살되고 얼마 지나지 않아, 김용이 생전에 가지고 있던 묘아안정주(猫兒眼精珠)라는 보옥이 조정에 바쳐져 관인들이 모두 돌아가며 구경하는 것을 보고 "김용의 그 크던 뜻을 겨우 이까짓 물건이 더럽혀 놓았는데, 뭐가 그리 대단하다고 완상하시는가?" 라며 비판하기도 했다. 《고려사》열전에는 어떻게 하면 관인이 될 수 있겠느냐고 묻는 사람에게 "상공(商工)을 배우면 된다."고 대답하였는데, 이것은 당시의 매관매직 세태를 비꼬아 대답한 것이었다.
- 《용재총화》와 《임하필기》에는, 당시 고려의 권세 있는 자들은 서로의 저택에 초대해서 성대한 연회를 열어 진기한 음식을 대접하며 사치를 부렸는데, 최영은 언젠가 재상들을 집에 초대해 한낮이 지나도록 아무 음식도 내놓지 않다가 날이 저물어서야 기장쌀을 섞어 지은 밥에다 잡다한 나물만 차려서 가져왔다. 오래 기다리다 지쳐 배가 고팠던 재상들은 마다하지 않고 남김없이 먹고는 "최영의 집에서 먹은 음식이 (여지껏 먹었던 어떤 산해진미보다) 가장 맛있다"며 칭찬했고, 최영은 웃으며 "이것도 병사들을 부리는 한 방법입니다."라고 대답하였다고 한다.
- 공민왕 13년(1364년) 12월에 공민왕이 풍저창사(豐儲倉使) 정득년(丁得年)에게 "환관에게 쌀을 내려주라"고 한 명령을 정득년이 양부(兩府)를 경유한 명령이 아니라며 따르지 않았고, 공민왕이 그를 장을 쳐서 귀양보내려 하였을 때 찬성사로써 나서서 "책임은 신들에게 있고 득년의 죄가 아닙니다."라고 변호해 풀어주게 했다(《고려사절요》)

## 최영의 무덤과 적분(赤墳)의 전설

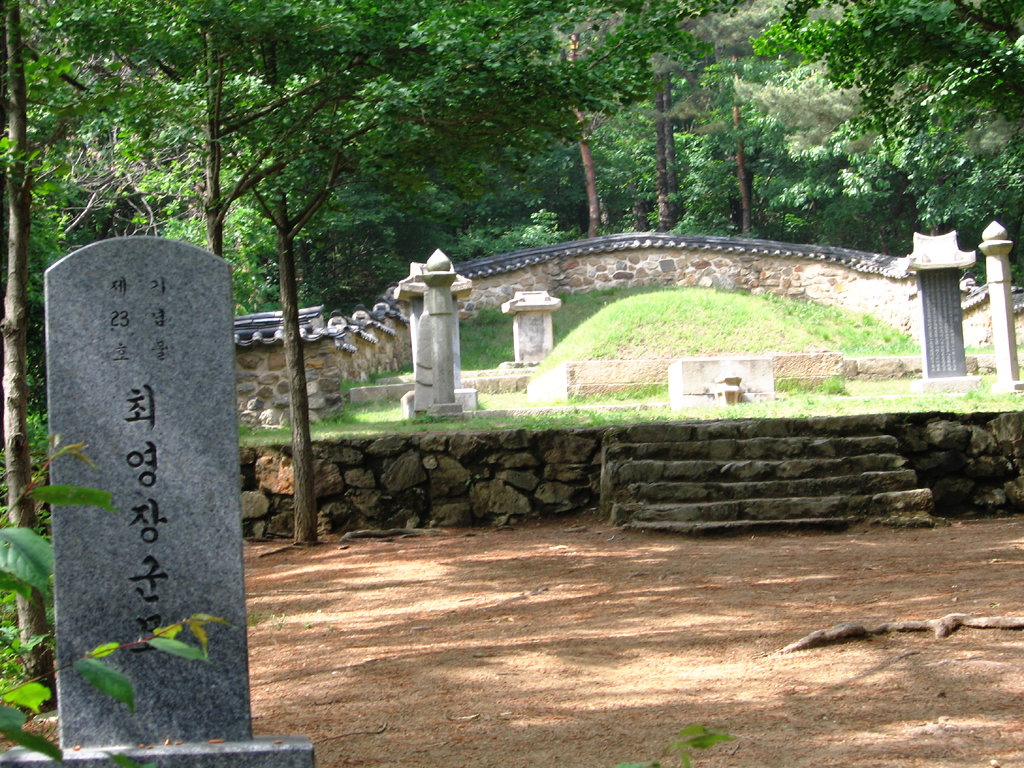
경기도 기념물 제23호 최영묘

최영의 묘는 풀이 돋지 않는 것으로 유명했는데 이에 따라서 적분(赤墳)이라고 불렸다. 1976년의 사초(莎草)이후부터 풀이 돋아 현재는 무성하다고 한다. 묘역 주변에 최근까지 큰 소나무가 빽빽하게 식재되어 있었는데 이로 인해 그늘이 져서 풀이 자라지 않은 것으로 추정된다. 적분(赤墳)이었을 때 우천 등으로 토사가 흘러내려 묘역이 훼손되었기에 후손들이 무덤에 떼를 입혔다고 한다. 경기도 고양시 덕양구 대자동에 있다. 최영 장군의 묘는 쌍분으로 되어 있는데 윗묘는 아버지 최원직의 묘이며 아랫묘가 최영 장군의 묘이다. 아내 문화 류씨와 합장되었다. 왼쪽에 후손이 세운 묘비가 있고 오른쪽에 충혼비가 있다.
2006년 묘소 주변 묘역이 명승지로 개발되는 계획이 세워졌다.
- 묘비

묘비 전면에 다음과 같은 묘비명이 새겨져 있다.
| 高麗盡忠奮佐命安社功臣判密直事大將軍門下侍中        |
| 고려진충분좌명안사공신판밀직사대장군문하시중        |
| 贊成事六道都巡察使鐵元府院君謚武愍東州崔公諱 瑩之墓 |
| 찬성사육도도순찰사철원부원군익무민동주최공휘 영지묘 |
| 三韓國大夫人文化柳氏祔左                            |
| 삼한국대부인문화유씨부좌                            |

- 묘비명의 의미: 고려의 진충분좌명안사공신[7]이며 판밀직사대장군이자 문하시중 겸 찬성사이며 육도도순찰사인 철원부원군 무민공[8] 동주 최씨로 휘[9] 영의 묘, 삼한대부인 문화유씨와 합장함.

- 묘비를 세운 이: 묘비 후면에 “18대손인 영태가 비를 세우고 종 19대 손인 종이품 가의대부 규근이 글을 쓰다. 무진 시월”이라고 적혀 있다.

- 충혼비: 최영 장군 충혼비는 1970년 대한민국 국방대학원과 문화공보부에서 세운 것이다.

## 가족 관계
우왕의 후궁이 된 영비 최씨는 그의 첩이 낳은 서녀였다. 따라서 우왕이 영비를 후궁으로 삼으려 했을 때 그는 간곡히 만류하였으나 왕이 듣지 않았다.
- 아버지 : 최원직(崔元直)
- 어머니 : 봉산지씨(鳳山智氏)
  - 누나 : 김윤명(金允明)에게 출가
    - 조카 : 김저(金佇)

  - 누나 : 전유겸(錢惟謙)에게 출가
    - 조카 : 전현(錢玹), 전진(錢䂦), 전민(錢珉)

  - 누나 : 이양길(李陽吉)에게 출가
    - 조카 : 이종주(李從周)

  - 부인 : 문화 류씨(文化 柳氏)
    - 장남 : 최담(崔潭)
    - 며느리 : 김제 조씨(金堤趙氏)
      - 손자 : 최귀덕(崔貴德)
      - 손자 : 최주(崔澍)
      - 손자 : 최도(崔渡)
      - 손자 : 최식(崔湜)
      - 손녀 : 맹사성(孟思誠)에게 출가

    - 차남 : 최언(崔彦)
    - 딸 : 사공민(司空敏)에게 출가

  - 첩 : 부인(夫人)
    - 딸 : 영비최씨(寧妃崔氏)
    - 사위 : 우왕(禑王, 1365~1389 재위:1374~1388)

## 최영이 등장하는 작품
- 《개국》(KBS, 1983년, 배우: 신구)
- 《추동궁 마마》(MBC, 1983년, 배우: 김길호)
- 《용의눈물》(KBS, 1996년~1998년, 배우:김성옥)
- 《신돈》(MBC, 2005년~2006년, 배우:최상훈)
- 《신의》(SBS, 2012년, 배우:이민호)
- 《대풍수》(SBS, 2012년~2013년, 배우:손병호)
- 《정도전》(KBS, 2014년, 배우:서인석)
- 《육룡이 나르샤》(SBS, 2015년~2016년, 배우:전국환)
- 《태종 이방원》(KBS1, 2021년~2022년 배우:송용태)

## 기타

### 이성계와의 비교
이성계는 당시 신흥 무인의 대표이자 신진사대부의 일원이었다. 이성계의 조상은 본래 전주에서 살다가 강원도를 거쳐 함경도 지방으로 옮겨가 그 지역의 유력자로 성장했다. 원이 그 자리에 쌍성총관부를 설치하면서 이성계의 아버지 이자춘은 원나라의 다루가치를 지냈다. 그러나 고려 공민왕이 쌍성총관부를 공격 할 때 이에 동조, 왕의 신임을 얻었다. 그리고 아버지 이자춘과 함께 출정하여 여진족 토벌과 고려군을 지원함으로써 이성계는 두각을 나타내기 시작하였다.
최영은 권문세족의 후예였다. 이성계와 비교되던 최영은 유서깊은 가문 출신으로 그 딸은 우왕의 왕비이다. 이성계가 신흥 무인세력의 대표라면 최영은 구세력의 대표라고 할 수 있었다. 한편 요동정벌 실패 후 그의 최후가 너무도 당당해서 뭇 사람들이 감동한 나머지 그의 시체가 버려진 곳을 지나는 사람마다 경의를 표했다고 한다. 또 최영의 의연한 죽음은 무력으로 권력을 장악한 이성계와 좋은 대조를 이루며 하나의 전설이 되었다. 하지만 당시에 조정의 신진사대부들은 충직한 최영을 선택하지 않고 신흥 무인세력인 이성계를 선택함으로써 이미 운명은 예고되어 있었다. 이인임 일파의 전횡에 백성과 신진사대부들은 치를 떨었고 정도전에 의한 정치개혁이 힘을 얻게 되었다.

## 관련 정보
- 최영함 - 장군의 함자(銜字)를 딴 대한민국 해군 충무공이순신급 구축함
- 《최영장군 위령굿》은 경기도 고양시 덕양구 토담동 지역에서 고려말의 명장 충신인 최영 장군의 영혼을 달래주기 위해 매년 펼쳐지는 굿판이다. 장군거리 등에서는 작두를 타기도 한다. 2012년 12월 6일 고양시의 향토유적 제61호로 지정되었다.

### 소설
- 최도통전 - 단재 신채호 선생이 최영장군의 전기를 쓴 역사소설

## 같이 보기
| - 친원파 - 요동정벌 - 이성계 - 조민수 - 김속명 - 우왕 - 창왕 - 공민왕 - 영비 최씨 - 위화도 회군 | - 신진사대부 - 안향 - 이색 - 이의 - 이제현 - 염제신 - 이인임 - 정몽주 - 정도전 | - 염흥방 - 임견미 - 조반 - 정희계 - 장하 - 법환항 - 배극렴 - 변안렬 - 맹사성 |

## 참고 문헌
- 고려사
- 고려사절요
- 동사강목

## 참고 자료
- 이 문서에는 다음커뮤니케이션(현 카카오)에서 GFDL 또는 CC-SA 라이선스로 배포한 글로벌 세계대백과사전의 〈조선 왕조의 성립〉 항목을 기초로 작성된 글이 포함되어 있습니다.